# Malonan disodný
Malonát disodný nebo malonan disodný (systematický název propandioát disodný, je disodná sůl kyseliny malonové, od které je odvozena nahrazením dvou vodíkových kationtů, odtržených z karboxylové skupiny, sodnými kationty.